# Philautus annandalii
Philautus annandalii är en groddjursart som först beskrevs av George Albert Boulenger 1906.  Philautus annandalii ingår i släktet Philautus och familjen trädgrodor. Inga underarter finns listade i Catalogue of Life.